# Richard Klass
Richard Klass (* 30. Dezember 1900 in Schweinfurt; † unbekannt) war ein deutscher Radrennfahrer und nationaler Meister im Radsport.

## Sportliche Laufbahn
Klass (auch Klaß) war im Straßenradsport aktiv. Er startete für den Verein „RV 98 Schweinfurt“. Die nationale Meisterschaft im Mannschaftszeitfahren gewann sein Verein RV 1889 Schweinfurt 1924 mit Richard Klass, Richard Zeissner, Adam Sachs, Leonhard Pfister, Giuseppe Lanzutti und Alois Schneidawind. 1922 war er Vizemeister geworden.
Von 1926 bis 1930 war er Berufsfahrer. Er fuhr für die Radsportteams Diamant und Dürkopp. 1930 bestritt er die Deutschland-Rundfahrt.